# Мелница (община Чашка)
Вижте пояснителната страница за други значения на Мелница.
Мелница (на македонска литературна норма: Мелница) е село в Северна Македония, част от община Чашка.

## География
Селото е разположено в областта Азот по склоновете на планината Мокра.

## История
В XIX век Мелница е село във Велешка кааза Османската империя. В „Етнография на вилаетите Адрианопол, Монастир и Салоника“, издадена в Константинопол в 1878 година и отразяваща статистиката на населението от 1873 година, Мелница (Melnitza) е посочено като село със 112 домакинства и 117 жители помаци. Според статистиката на Васил Кънчов („Македония. Етнография и статистика“) в края на XIX век селото има 1380 жители, всички турци.
След Междусъюзническата война в 1913 година селото остава в Сърбия.
На етническата си карта от 1927 година Леонард Шулце Йена показва Мелница (Melnica) като българо-мохамеданско (помашко) село.